# Celina bonvouloiri
Celina bonvouloiri är en skalbaggsart som beskrevs av Sharp 1882. Celina bonvouloiri ingår i släktet Celina och familjen dykare. Inga underarter finns listade i Catalogue of Life.